# Yeongam
Yeongam ([jʌŋam]) é um condado da província de Jeolla do Sul, Coreia do Sul. Faz fronteira com Mokpo e Naju ao norte, no condado de Jangheung para o leste, e Haenam Gangjin e ao sul, Yeongam County é composto por dois produtos que consomem energia e nove myeons, povoado com cerca de 60.000 pessoas, e seu Concelho está sentado em Yeongam-eup.
Em 2010, o primeiro Grand Prix de Fórmula 1 foi realizado ao longo do lado do porto, no Circuito Internacional da Coreia. A pista foi projetada pelo famoso designer de pista de corrida Hermann Tilke. O circuito é parte permanente, parte temporário. A construção começou em 2007, e foi concluída em setembro / outubro de 2010. O circuito vai sediar o Grande Prêmio até 2016 [1]. Depois disso, há opção de renovação por mais cinco anos para manter a corrida pelo menos até 2021. Mas devido fracasso teve sua última corrida de F1 em 2013.